# مایکل کلو
مایکل کلو (به انگلیسی: Michael Klueh) (زادهٔ ۱۵ مارس ۱۹۸۷) شناگر اهل ایالات متحده آمریکا است.